# Rare Junk
| Recensione    | Giudizio |
| ------------- | -------- |
| AllMusic      |          |
| 24.000 dischi |          |

Rare Junk è il terzo album del gruppo musicale Statunitense The Nitty Gritty Dirt Band, pubblicato nell'aprile del 1968.
Chris Darrow (ex Kaleidoscope) sostituisce Bruce Kunkel, il sound dell'album ha un approccio più elettrico rispetto ai precedenti dischi, ma il disco ha vendite deludenti.

## Tracce

### LP
(1968, Liberty Records, LRP-7540/LST-7540)
Lato A
1. Mournin' Blues – 2:27 (Anthony Sbarbaro)
2. Collegiana – 2:37 (testo: Dorothy Fields – musica: Jimmy McHugh)
3. Willie the Weeper – 2:21 (Grant Rymal, Walter Melrose, Marty Bloom)
4. Cornbread and 'Lasses (Sassafrass Tea) – 2:27 (Lloyd "Lonzo" George, Rollin "Oscar" Sullivan)
5. These Days – 3:07 (Jackson Browne)

Durata totale: 12:59
Lato B
1. Sadie Green the Vamp of New Orleans – 2:46 (testo: Gilbert Wells – musica: Johnny Dunn)
2. Dr. Heckle and Mr. Jibe – 2:32 (Dick McDonough)
3. End of Your Line – 2:17 (Chris Farrel)
4. Reason to Believe – 2:51 (Tim Hardin)
5. Hesitation Blues (Oh! Baby Must I Hesitate?) – 3:19 (Billy Smythe, Scott Middleton, Art Gillham)
6. A Number and a Name – 3:16 (Steve Gillette, Tom Campbell)

Durata totale: 17:01

## Formazione

### Gruppo
- Ralph Barr – chitarra elettrica, chitarra acustica, clarinetto
- John McEuen – pianoforte, plectrum banjo, banjo a 5 corde
- Jeff Hanna – washboard, tamburello, batteria, chitarra, armonica, basso, altro
- Jimmie Fadden – tuba, jug, scacciapensieri, armonica, bidofono, batteria
- Les Thompson – chitarra, mandolino, basso elettrico, tamburello, plectrum banjo
- Chris Darrow – chitarra, mandolino, violino, fiddle, basso elettrico, contrabbasso

### Altri musicisti
- Bernie Leadon – chitarra (brano: Reason to Believe)
- Johnny "T.H.E. Duck" Sandlin – batteria
- Paul "T.H.E. Berry" Hornsby – pianoforte
- Rodney Dillard – dobro

### Produzione
- Dallas Smith – produzione
- Dino Lappas – ingegnere delle registrazioni
- Woody Woodward – grafica copertina album originale
- Wayne Kimbell – design e illustrazioni copertina album originale
- George Rodriguez – foto copertina album originale[5]